# 도시쇠퇴

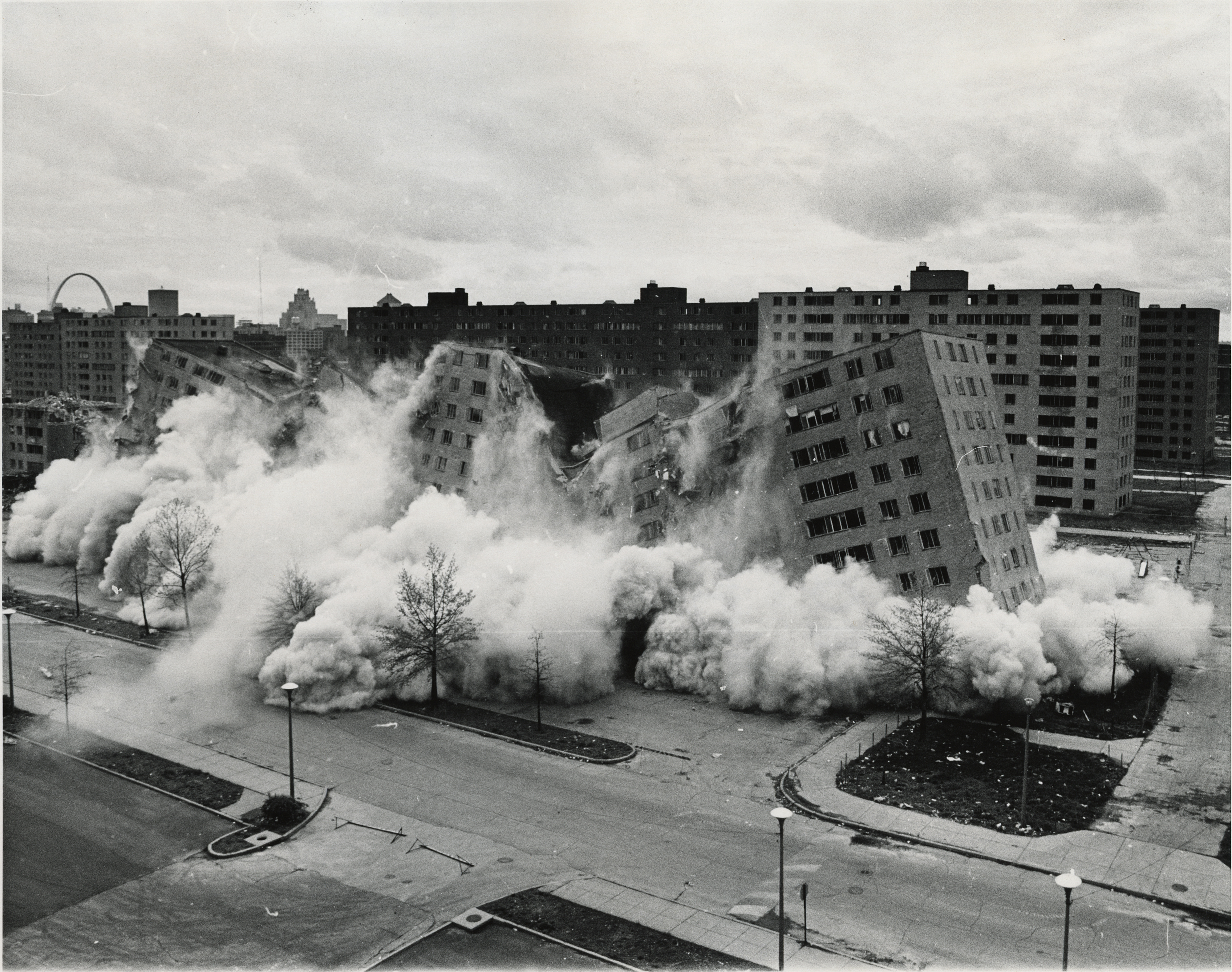
1950년대 미국 세인트루이스에 지어진 공공주택 단지 프루이트 아이고는 잘못된 공공정책이 오히려 도시 내 특정 지역에 빈곤층과 인종 갈등을 집중시켜 내부 도시(inner city) 문제를 유발하는 도시쇠퇴의 원인이 될 수 있음을 보여준다.

도시쇠퇴(都市衰退, 영어: urban decline, urban decay)는 도시의 전체 또는 지리적 일부의 기능이 전반적으로 쇠퇴하는 현상이다. 도심의 중심지 기능이 쇠퇴하는 경우를 가리켜 도심쇠퇴(都心衰退) 또는 도심황폐화(都心荒廢化)라고 특별히 부르기도 한다.

## 개념
도시쇠퇴는 도시의 주거·상업·업무 등 기능이 전반적으로 쇠퇴하는 현상으로, 단순히 상주인구(常住人口, resident population)의 감소만을 의미하는 인구 공동화 현상과는 다른 개념이다.:82-83
예를 들어 어떤 도시 지역에서 주거지역이 고도화된 상업지역 또는 업무지구로 바뀌었다면, 그 지역에는 상주인구가 감소하는 대신 일과시간에 활동하는 주간인구(晝間人口, daytime population)가 늘어나게 되는데, 이는 결국 단순히 토지의 이용형태가 바뀜으로써 그 지역의 주된 도시 기능이 주거 기능에서 상업·업무 기능으로 대체된 것에 불과할 뿐 그 지역의 도시 기능 자체가 쇠퇴했다고 볼 수는 없는 것이다. 따라서 도시쇠퇴는 상주인구의 감소라는 단편적인 변화만으로 확인되는 현상이 아니며, 상주인구 감소 외에도 주간인구 감소나 상주인구의 노화 또는 경제력 하락 등 다양한 변화를 종합적으로 살펴봄으로써 확인이 가능한 현상이라고 할 수 있다.:38-39

## 이론
도시쇠퇴는 이르면 20세기 초 영국에서 인식된 사회문제로서, 이를 오랜 기간 동안 연구해온 서양에서는 원인과 과정, 해결책을 설명하는 다양한 이론들이 여러 방향에서 전개되어 왔다. 대표적으로 지목되는 원인으로는 경제·산업구조의 변화, 도시의 교외화, 공공정책과 규제, 시설의 노후화 등을 들 수 있으며, 서양의 특유한 문제로는 내부 도시에서의 인종 및 계층 간의 갈등과 차별이 거론되기도 한다.:44
- 경제·산업구조의 변화: 어떤 도시의 주된 경제적 성장동력을 맡은 산업부문이 거시적인 경제구조 변화에 따라 경쟁력을 상실하게 될 경우, 그에 따라 도시 전체가 쇠퇴하는 현상이 발생할 수 있다. 예를 들어 아시아의 공업 부흥에 따른 미국 러스트 벨트의 쇠락은 2차 산업에 집중된 도시들이 국제적 무역환경 변화에 의해 전반적인 쇠퇴를 경험할 수 있음을 보여준다. 마찬가지로 광업·수산업 등 1차 산업에 집중된 도시가 광물자원 또는 수산자원의 고갈에 직면할 경우 도시 쇠퇴가 발생할 수 있는데, 대한민국의 지방 소도시들은 이에 해당하는 사례가 상당수 발견된다.[3]:45-46

- 도시의 교외화: 어떤 도시에서 중산층과 기업이 도심을 이탈하여 외곽 지역의 베드타운과 비즈니스 파크 등으로 옮겨가는 경제활동의 교외화 현상이 '자연스럽게' 나타날 경우, 도심지는 주거 기능 뿐만 아니라 상업·업무 기능을 함께 상실하면서 쇠퇴 현상을 겪게 된다. 이는 서양에서 기성시가지 또는 내부도시(inner city)라 불리는 지역들이 쇠퇴하는 주요한 원인으로 이해되어 왔다. 대한민국에서도 대규모 아파트 단지를 도시 외곽에 건설하는 경향은, 상주인구를 대상으로 하는 낮은 단계의 상업 기능들이 새로운 아파트 단지로 이동하는 상주인구들과 함께 종래의 도심지를 이탈함으로써 도심쇠퇴를 일으키는 공통적인 원인으로 지목되어 왔다.[3]:46

- 공공정책과 규제: 어떤 도시에서 지방정부가 '의도적으로' 교외 지역을 활성화하거나 새로운 시가지를 건설하면서 쾌적한 주거지를 조성하는 동시에 종래의 도심지에 있던 행정 등 업무 기능까지 신시가지에 정책적으로 옮기는 경우, 구시가지는 그 의도적인 정책으로 인해 교외화를 겪으며 도심쇠퇴의 과정에 진입한다.[1]:83-84 서양에서도 공공정책에 의한 의도적·적극적 교외화는 도심쇠퇴의 주요한 원인으로 지목되어 왔으나, 대한민국의 도심쇠퇴에는 이러한 경향이 더욱 강력하게 나타나는 것으로 평가된다. 서양에서는 교외 개발이 주로 민간자본에 의해 주도됨으로써 공공정책은 세제 지원 등을 통해 이를 간접적으로 촉진하는 역할에 그쳤던 반면, 대한민국에서의 신도시 개발은 공공택지를 중심으로 아예 처음부터 정부 차원의 정책에 의해 주도되었기 때문이다.[3]:47

- 시설의 노후화 또는 부실개발: 어떤 도시의 건물 또는 기반시설이 낙후되어 경제성장에 따른 시민들의 상향적 욕구에 대응하지 못할 경우, 시민들이 그곳을 떠남으로써 도시가 쇠퇴하는 원인으로 작용할 수 있다. 이 측면은 서양과 한국에서 상당히 대조되는 모습으로 나타나는데, 서양에서는 초기에는 양호했던 도시 지역이 관리부실 또는 재개발 지연으로 인해 점차 노후화 되어가는 현상이 문제였던 반면,[3]:47-48 한국에서는 급격한 도시화 과정에서 애초부터 부실하게 건설된 필지와 도로, 하수도 등이 구시가지의 근본적인 경쟁력을 저해함으로써 고도성장 이후에 더 양호하게 건설된 주변의 다른 도시로 인구와 경제력이 유출되는 현상이 발생하고 있기 때문이다.[3]:52-53

- 내부 도시에서의 갈등과 차별: 서양에서는 내부 도시(inner city) 또는 중심 도시(central city)라 불리는 도시 내부의 특정 지역에 특정한 인종과 빈곤계층이 공간적으로 집중되고, 이에 따라 그 지역사회 전체가 반달리즘 등의 규범적 불안을 겪으며, 그곳에서 자라나는 청소년들이 주류사회에서 배제되면서 그 지역이 계속 쇠퇴하는 악순환이 관찰된다.[2]:40 그러나 대한민국에서는 빈곤층이 집중된 기성시가지에서도 집단적 범죄 또는 반달리즘 등의 비행이 거의 관찰되지 않는다.[3]:54

## 같이 보기
- 도시화
- 교외화
- 도심
- 도시 재개발
- 구시가
- 신도시